# Wiesław Prażuch

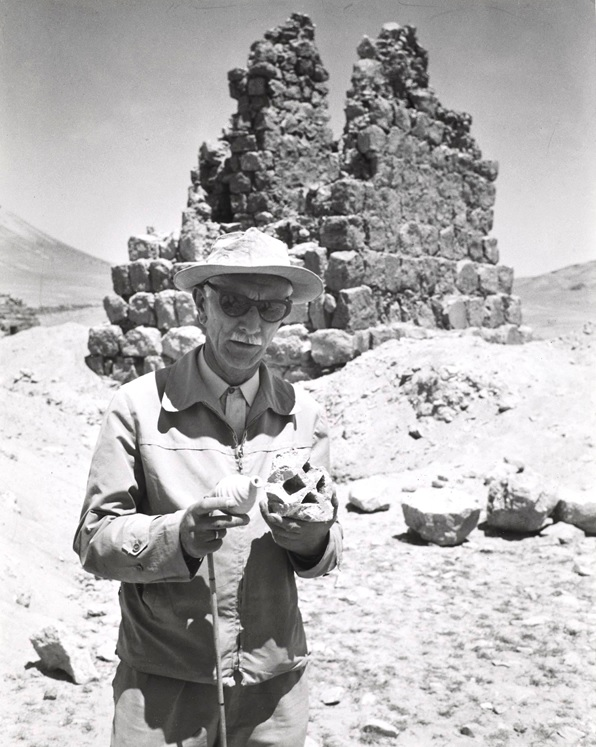
Fotografia z wystawy Wiesław Prażuch – Wizerunki (1988). Na zdjęciu: Kazimierz Michałowski

Wiesław Prażuch (ur. w 1925 w Zawierciu, zm. w 1992 w Warszawie) – polski artysta fotograf, fotoreporter. Członek Okręgu Warszawskiego Związku Polskich Artystów Fotografików. Redaktor naczelny kwartalnika „Fotografia”.

## Życiorys
Wiesław Prażuch fotografował od czasów II wojny światowej, pracował w zakładzie fotograficznym w Pińczowie oraz sporządzał dokumentację fotograficzną oddziałów partyzanckich na Kielecczyźnie. Od 1951 roku do 1969 był fotoreporterem w tygodniku „Świat”, od 1972 roku współpracował z tygodnikiem „Kobieta i Życie”.
W 1958 roku został przyjęty w poczet członków Okręgu Warszawskiego Związku Polskich Artystów Fotografików. W 1963 roku zadebiutował swoją pierwszą wystawą autorską „Z reportażu” w warszawskiej Galerii Kordegarda. Od 1973 roku do 1976 był prezesem Zarządu Głównego Związku Polskich Artystów Fotografików, w późniejszym czasie został członkiem honorowym ZPAF. W 1975 roku doprowadził do powstania kwartalnika „Fotografia”, przez wiele lat był redaktorem naczelnym czasopisma – do 1989 roku, kiedy to czasopismo zamknięto. Od 1991 roku był redaktorem miesięcznika fotograficznego „6x9” oraz uczestniczył w pracach Rady Artystyczno-Programowej czasopisma.
Wiesław Prażuch jest autorem i współautorem wielu wystaw fotograficznych; indywidualnych, zbiorowych, poplenerowych, pokonkursowych; krajowych i międzynarodowych. Brał aktywny udział w Międzynarodowych Salonach Fotograficznych, zdobywając wiele medali, nagród, wyróżnień, dyplomów, listów gratulacyjnych.
Fotografie Wiesława Prażucha znajdują się w zbiorach Muzeum Narodowego w Warszawie.